# Mga (Russie)
Mga (en carélien : Muja, en finnois : Namkku, en russe : Мга, Mga) est une agglomération urbaine du  raïon de Kirovsk de l'oblast de Léningrad en Russie,,,.

## Géographie
Mga est située à environ 50 km à l'est de Saint-Pétersbourg et à 20 km au sud de Kirovsk.
Il est situé le long de la rivière Mujajoki un affluent du fleuve Neva,.

## Histoire
L'agglomération est née au début du XXe siècle en lien avec la construction du chemin de fer entre Obukhov et Zvanka (Volhovstroi).
Aujourd'hui, Mga est un nœud ferroviaire.
La Ligne Saint-Pétersbourg–Vologda traverse l'agglomération.
De plus, la ligne en direction du sud vers Gatchina et la ligne en direction du nord vers Kirovsk partent de Mga,.

## Démographie
Recensements (*) ou estimations de la population
| 1939  | 1979   | 1989  | 2009  |
| ----- | ------ | ----- | ----- |
| 4 701 | 11 332 | 9 852 | 9 714 |

| 2013   | 2017   | 2021  | - |
| ------ | ------ | ----- | - |
| 10 559 | 10 223 | 9 854 | - |